# Hubert Bonisseur de La Bath
Pour les articles homonymes, voir Bath (homonymie) et OSS 117 (homonymie).
Hubert Bonisseur de La Bath, alias OSS 117, est un personnage de fiction, agent secret, héros des romans d'espionnage OSS 117, créé par l'écrivain français Jean Bruce en 1949, dont l'écriture a été reprise après sa mort par son épouse Josette, puis par ses enfants François et Martine. 
OSS 117 a été créé quatre ans avant James Bond, qui en éclipse le succès. Ils sont semblables par leurs fonctions, par leurs physiques et par leurs pouvoirs de séduction.

## Nom
L'origine du nom du héros vient du fait qu'un des ancêtres, appartenant au « milieu » de l'époque, avait été cité comme témoin à décharge dans une affaire où l'un de ses amis était impliqué. Lorsque le greffier lui demanda son nom, il répondit, dans le plus pur argot : X (ici son prénom) « Bonnisseur de la Bath », autrement dit « témoin d'honorabilité » (du verbe bonnir, parler, et bath, bien en sociolecte).
Dans la véritable organisation, l'OSS, le matricule 117 fut attribué à William Leonard Langer, chef de la Research and Analysis Branch de cette dernière.

## Description

### Physique
« Hubert Bonisseur de La Bath était un solide gaillard à la carrure athlétique de sportif en pleine possession de ses moyens, au visage énergique et buriné de prince pirate. Son regard clair, à l'ironie tranquille, se posait sur les êtres et les choses avec cette assurance née d'une vie riche en aventures. Son charme ne laissait aucune femme insensible. »

— Josette Bruce, TNT à la Trinité

« Un homme de haute taille, bâti en athlète, avec de larges épaules musclées, qui avait l'assurance d'un champion et l'allure d'un prince. [...] Un visage d'aventurier comme [on] n'en avait vu qu'au cinéma, avec un nez droit et des lèvres sensuelles, des cheveux châtains coupés très court et des yeux bleus dont on soutenait difficilement le regard. »

— Josette Bruce, Pruneaux à Lugano

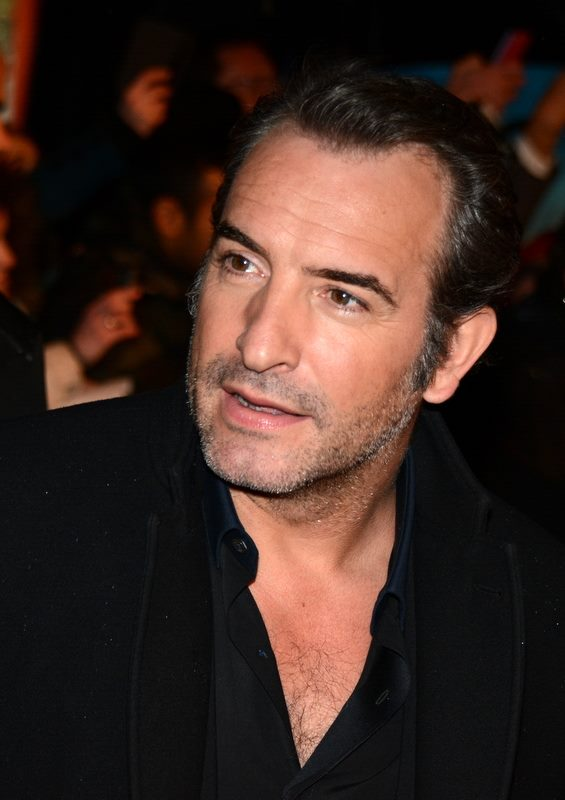
Jean Dujardin, interprète d'OSS 117 au cinéma en 2006, en 2009 et en 2021.

Ainsi, il a toutes les caractéristiques plus ou moins réalistes de l'espion, qui s'ancreront dans l'imaginaire des premiers lecteurs et deviendront un immense cliché. Ces clichés seront d'ailleurs repris ironiquement dans les dernières comédies de 2006, 2009 et 2021 qui en regorgent.

### Origines familiales
Les ancêtres d'Hubert Bonisseur de La Bath, des gentilshommes, viennent de France et ont immigré en Louisiane aux États-Unis, en 1789, époque à laquelle la Louisiane était espagnole et non plus française, cette allusion à l'affluence d'Européens dans ce « nouveau monde » peut expliquer le fait que dans les dernières comédies de 2006, 2009 et 2021, OSS 117 travaillerait pour la France.

### Mission
Il a pour mission d'œuvrer pour le bien dans un environnement de guerre froide toujours brouillé et peuplé d'espions, de nazis, de Chinois, de Russes, organisés en mafias et en organisations de malfaiteurs en tout genre. Il côtoie de jeunes et jolies femmes dont certaines deviennent vite ses conquêtes amoureuses, qu'elles soient ses alliées ou non.

### Employeurs
Il travaille tout d'abord pour l'Office of Strategic Services, service de renseignements  américain, puis, toujours sous le grade de colonel, entre à la Central Intelligence Agency remplaçant l'OSS. Il termine sa carrière pour le National Security Council, organisme qui dirige les services de renseignements US, sous la direction du général Stanford.
Du fait des lointaines origines françaises de OSS 117 évoquées plus haut, dans les derniers films (parodiques) sortis en 2006, en 2009 et en 2021 au cinéma, les auteurs font du personnage un citoyen français, en mission pour les services secrets français des présidents René Coty, Charles de Gaulle et Valéry Giscard d'Estaing.

## Œuvres où le personnage apparaît
OSS 117 apparaît dans tous les livres de la saga littéraire du même nom, ainsi que dans les différentes adaptations tirées de cette série (films, bandes dessinées, pièce de théâtre, feuilleton radiophonique...)